# Lactarius rufus
Lactarius rufus, o lactario rojizo, es un hongo basidiomiceto de la familia Russulaceae. Crece en suelos ácidos de bosques de pinos, y a veces bajo abedules. Su seta, o cuerpo fructífero, aflora desde primavera hasta otoño. Su basónimo es Agaricus rufus Scoop. 1772. La seta de este hongo no es tóxica, pero no se considera comestible.